# Steve Jackson Games
Steve Jackson Games (SJG) est une entreprise américaine fondée en 1980 par l'Américain Steve Jackson (à ne pas confondre avec son homonyme britannique, un écrivain de livres-jeu) et spécialisée dans la création et l'édition de jeux de rôles, de jeux de société et de jeux de cartes à collectionner.

## Historique

### Origines et développement
Fondée six ans après la naissance du jeu de rôle sur table Donjons et Dragons, mais avant l'apogée du jeu de rôle, Steve Jackson Games crée un certain nombre de jeux de rôle et de stratégie sur des thèmes de science-fiction notamment. L'entreprise emprunte et développe les idées déjà mises en œuvre par les entreprises de jeux de stratégie tel que Avalon Hill et TSR, mais elle le fait en se les appropriant, de telle façon que ses produits connaissent un bon succès.
Les premiers titres sont de petits jeux vendus dans des pochettes plastique « zipables », puis sont par la suite édités dans des boîtes. Les jeux tel que Ogre, Car Wars et G.E.V. (dérivé de Ogre) font le succès de ses premières années.
L’entreprise publie également GURPS, un système de règles de jeu pour le jeu de rôles permettant de jouer dans tout type d'univers. Un très grand nombre de suppléments, offrant des règles complémentaires ou décrivant des univers de jeu particuliers, sont édités pour GURPS.
Depuis, Steve Jackson Games continue d'éditer des jeux de rôle, de carte à collectionner et de stratégie et dans tous les genres (fantasy, science-fiction, gothique, horreur, etc.)

### Perquisition du Secret service
Le 1er mars 1990, les bureaux de Steve Jackson Games situé à Austin au Texas sont perquisitionnés par le United States Secret Service. Le manuscrit et les documents relatifs au supplément GURPS Cyberpunk sont saisis dans le cadre de l'opération Sundevil,,, une opération d'envergure nationale contre la délinquance informatique, les règles de jeu proposées par le supplément GURPS étant soupçonnées de constituer un véritable manuel de piratage informatique.
Trois ans plus tard, une cour de justice fédérale reconnaît cette action comme bâclée, illégale et complètement injustifiée et accorde 300 000 dollars de dédommagement à Steve Jackson Games. Bruce Sterling aborde cette affaire dans son livre The Hacker Crackdown: Law and Disorder on the Electronic Frontier ; la constitution de l'Electronic Frontier Foundation est également en partie motivée par cet évènement.
Cette affaire pose également le problème de l'autorisation ou pas de paroles citées ou divulgués à un tiers notamment sur Internet à la suite de sa généralisation à l'instar du livre Le grand secret du docteur Gubler diffusé sur la toile à partir du 23 janvier 1996,,, 
favorisant la liberté d'expression sur la toile mais aussi la Théorie du complot comme plus récemment avec la femme du Président Macronou la loi sur l'Ivg passée le 8 mars 2024 favorisant, elle, l'Antisémitisme sur ce sujet.

## Liste des principaux jeux

### Jeux de cartes
- Chez Geek, Jeu parodique sur la culture geek qui comprend de nombreuses extensions.
- Hacker, un jeu de cartes moderne basé sur le mécanisme de jeu d'Illuminati.
- Illuminati, un jeu parodique sur le thème de la conspiration
- INWO, Illuminati: New World Order, un jeu de cartes à collectionner basé sur le jeu original, Illuminati.
- Munchkin, jeu de cartes parodique sur les gros bills en jeu de rôle.
- Ninja Burger, Un jeu de cartes où des Ninjas doivent livrer des hamburgers.

### Jeux de société
- Car Wars, jeu de combat automobile futuriste
- Frag, « un FPS sans ordinateur »
- Knightmare Chess, une variante des échecs qui se joue avec des cartes
- Ogre, un jeu de simulation conventionnel qui permet de jouer d'énormes blindés cybernétiques
- Ogre: G.E.V., un développement de Ogre qui permet de jouer les troupes plus conventionnelles, mais néanmoins futuriste d'infanterie, artillerie…
- Munchkin Quest, adaptation en jeu de société du jeu de carte Munchkin

### Jeux de rôle
- GURPS (Generic Universal RolePlaying System), un système générique doté de très nombreux suppléments.
- In Nomine, l'adaptation du jeu français In Nomine Satanis/Magna Veritas.
- Toon, jeu de rôle permettant d'incarner des héros de dessins animés.
- Killer, un jeu de rôle grandeur nature sur le thème des assassins.

### Figurines
- Ogre & G.E.V, également été diffusé sous forme de figurine pour le wargame.